# 三重県立稲葉特別支援学校
三重県立稲葉特別支援学校（みえけんりつ いなばとくべつしえんがっこう）は、三重県津市稲葉町上野4101にある県立特別支援学校。

## 交通
- JR東海紀勢本線、近鉄名古屋線、伊勢鉄道津駅東口3番乗り場又は近鉄名古屋線久居駅西口1番乗り場より三重交通バス16-1系統榊原車庫前行きにて、いなば園前下車徒歩約7分。

## 設置学部
- 小学部
- 中学部
- 高等部

## 通学区域
- 津市

## 歴史
- 1978年（昭和53年）4月1日 - 三重県立稲葉養護学校として創立。
- 1979年（昭和54年）4月1日 - 訪問教育開始、長谷山分教室 富士見台分教室、済美分教室、育成分教室開設。
- 1980年（昭和55年）4月1日 - 高等部設置。
- 1981年（昭和56年）3月31日 - 富士見台分教室閉室。
- 1981年（昭和56年）4月1日 - 寄宿舎開舎。
- 1990年（平成2年）4月1日 - 済美分教室が済美分校となり、度会養護学校に移管
- 1991年（平成3年）4月1日 - 長谷山分教室が長谷山分校と名称変更。
- 1994年（平成6年）3月31日 - 長谷山分校閉校。
- 1994年（平成6年）4月1日 - 玉城わかば学園開校により通学区域が安芸郡以南久居市以北と伊賀地域に変更。
- 1996年（平成8年）3月31日 - 三重県立養護学校伊賀つばさ学園開校に伴い伊賀分校閉校。
- 1996年（平成8年）4月1日 - 伊賀つばさ学園開校に伴い通学区域がから伊賀地区が外れ現在の校区になる。
- 2000年（平成12年）4月1日 - 高等部訪問教育開始
- 2007年（平成19年）4月1日 - 三重県立いなば特別支援学校に校名変更。
- 2011年（平成23年）3月31日 - 訪問教育を三重県立城山特別支援学校に移管伴い終了。
- 2020年（令和2年）3月31日 - 寄宿舎を閉鎖。[1]